# Альпіньяно
Альпіньяно (італ. Alpignano, п'єм. Alpignan) — муніципалітет в Італії, у регіоні П'ємонт,  метрополійне місто Турин.
Альпіньяно розташоване на відстані близько 540 км на північний захід від Рима, 15 км на захід від Турина.
Населення — 17 115 осіб (2014).
Щорічний фестиваль відбувається 25 липня. Покровитель — San Giacomo.

## Демографія
Населення за роками:

Станом на 1 січня 2023 року в муніципалітеті офіційно проживало 956 іноземців з 67 країн, серед них 428 громадян країн Євросоюзу та 13 громадян України.

## Сусідні муніципалітети
- Казелетте
- Колленьо
- П'янецца
- Риволі
- Сан-Джилліо
- Валь-делла-Торре

## Міста-побратими
- Ріверсайд, США
- Фонтен, Франція